# Родригезия красивая
Родригезия красивая (лат. Rodriguezia venusta Kunth, 1816) — эпифитное трявянистое симподиальное растение семейства Орхидные.

## Синонимы
- Burlingtonia venusta Lindl., 1837 basionym
- Burlingtonia fragrans Lindl., 1837
- Rodriguezia fragrans (Lindl.) Rchb.f., 1852
- Burlingtonia knowlesii B.S.Williams, 1894

## Этимология
Род назван в честь Э. Родригеса — испанского врача и ботаника.
Английское название — The Lovely Rodriguezia.

## Биологическое описание
Миниатюрные симподиальные растения.

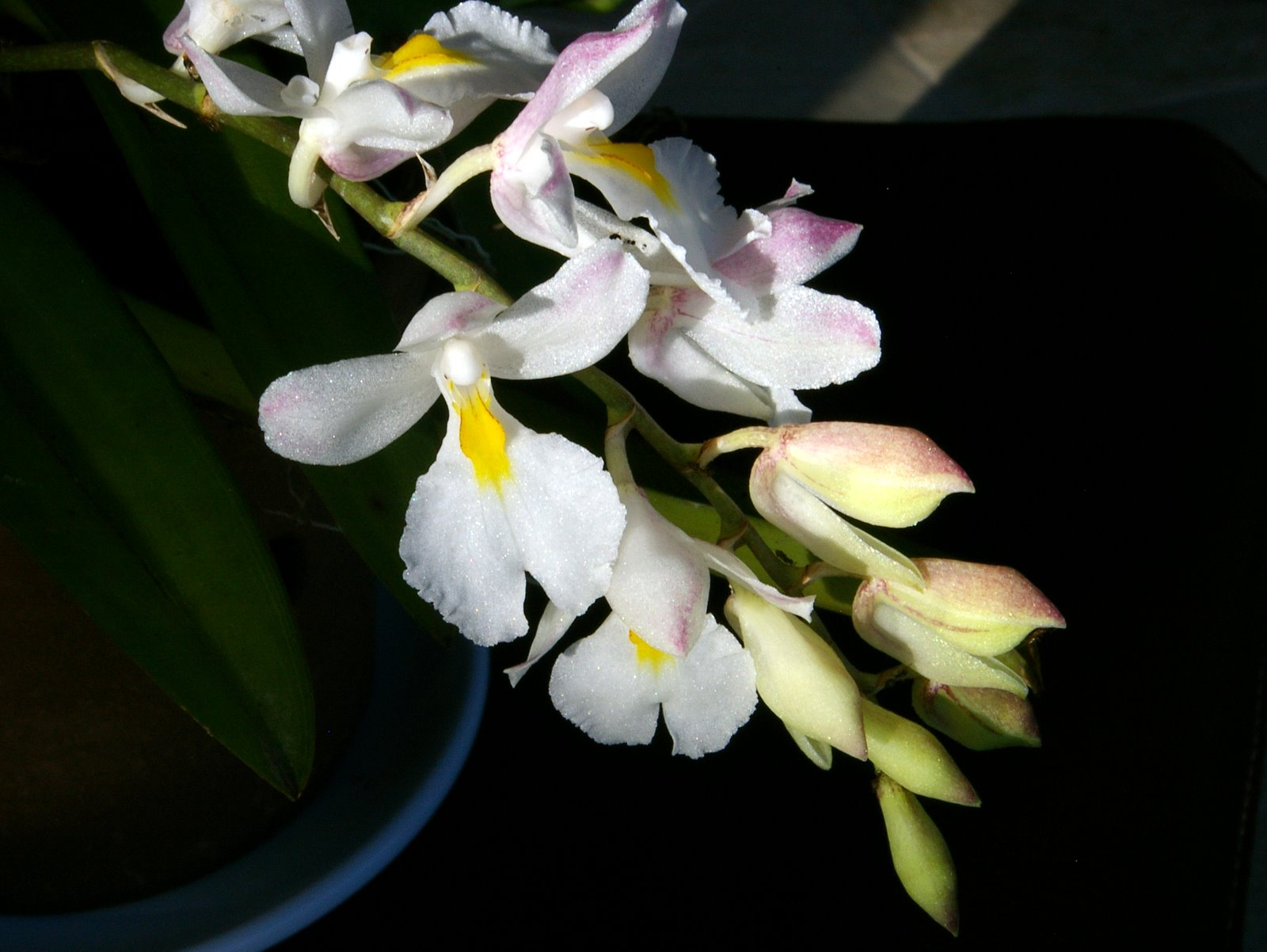
Родригезия красивая

Псевдобульбы удлиненно-эллиптические, сплюснутые.
Листья кожистые, жесткие, удлиненно-ланцетные.
Корни многочисленные, частично воздушные, покрыты веламеном.
Цветоносы 7-17 см длиной и 0,1-0,2 см в диаметре, прямостоячее или дугообразное.
Соцветие кистеобразное.
Цветки ароматные, до 3,7 см в диаметре. Чашелистики и лепестки белые с яркими желтыми кружками на губе.

## Ареал, экологические особенности
Колумбия, Эквадор (Morona-Santiago, Napo, Pastaza, Sucumbíos, Tungurahua), Перу и Бразилия. 

Эпифит в тропических лесах на высотах от 500 до 1800 метров над уровнем моря.
Зарегистрированные экстремальные температуры в местах естественного произрастания: 38 °C и 1 °C.

Относительная влажность воздуха: 75-80 % в течение всего года.

Осадки: от 104—109 мм в январе-феврале до 312 мм в сентябре.

Средние температуры (день/ночь), летом 24-26 °C/18-19°С, зимой 19-21 °C/12-13 °C.

Данные о сроках цветения в природе противоречивы. По одним источникам цветение происходит в январе-мае (в течение бразильского лета и осенью), по другим — в осенний период.
Входит в Приложение II Конвенции CITES. Цель Конвенции состоит в том, чтобы гарантировать, что международная торговля дикими животными и растениями не создаёт угрозы их выживанию.

## В культуре
Температурная группа — умеренная. Летом, днем 24-26°С, ночью 18-19°С. Зимой днем 19-21 °C, ночью 12-13 °C.
Свет: 20000-30000 люкс.
Относительная влажность воздуха 75-80 %.
Посадка производится в горшок, корзинку для эпифитов или на крупный блок. Из-за «ступенчатого» роста наиболее удобна посадка на блок. При посадке в горшки или корзинки в качестве субстрата используют кусочки коры хвойных деревьев средней фракции в смеси со сфагнумом. Субстрат всегда должен быть слегка влажным и воздухопроницаемым. Избыток воды вызывает грибковые заболевания и бактериозы. Пересадка по мере разложения субстрата. Ярко выраженного периода покоя не имеет.
Цветет осенью , по другим данным весной или в любое время года, по мере вызревания новых побегов.